# Estelle (Luizjana)
Estelle – jednostka osadnicza w Stanach Zjednoczonych, w stanie Luizjana, w parafii Jefferson.